# Association Apôtres de Jésus
Pour les articles homonymes, voir Apôtre.
La Pieuse Association des Apôtres de Jésus ou les Apôtres de Jésus (a.j.) est une congrégation missionnaire catholique de droit diocésain. Elle a vu le jour en Afrique, en 1968. C'est la première congrégation missionnaire à avoir été fondée en Afrique subsaharienne.

## Historique
La congrégation a été fondée à Moroto, en Ouganda, par un missionnaire combonien italien, Giovanni Marengoni, et a été approuvé par l’évêque Mgr Mazzoldi.
Les Apôtres de Jésus sont répartis en plus de soixante communautés dans trente diocèses africains, en Ouganda, au Kenya, en Tanzanie, au Soudan, en Afrique du Sud, à Djibouti et en Éthiopie. La congrégation œuvre également en Europe et aux États-Unis, où elle est présente dans vingt diocèses dans quinze États.
En 2008, la congrégation comprend 370 « apôtres » qui travaillent comme curés, vicaires, aumôniers dans les hôpitaux et les écoles. L'évêque de Diocèse de Soroti (en), en Ouganda, Mgr Obbo, nommé en juin 2007, est le premier prélat issu des rangs des « apôtres ». Il est depuis 2014 archevêque de Tororo.